# Lord High Steward
Lord High Steward är den högsta statsämbetstiteln i Storbritannien. Ämbetet, som infördes i Kungariket England 1154 har vanligtvis varit vakant sedan 1421 då ämbetet kom att utvecklas till ett hot mot konungamakten i och med att innehavaren kom att inneha en mycket stor militär makt. Vid kröningar och rättegångar mot pärer har dock ämbetet tillfälligtvis återupprättats. Den speciella rättegångsform som användes när rikets pärer stod åtalade avskaffades dock 1948, den sista hölls 1935.